# 소화도
소화도(小花島)는 전라남도 완도군 금당면에 있는 섬이다. 특정도서 및 해양보호구역으로 지정하여 관리되고 있다.

## 특정도서
소화도는 대규모로 자란이 서식하고, 기타 타래난초, 병아리난초, 닭의난초 등 다양한 난과식물의 서식지이며, 해안동물 및 해조류가 풍부하여 독도 등 도서지역의 생태계보전에 관한 특별법에 의거 특정도서로 지정되었다.
- 지정번호 : 제73호
- 면적 : 22,810m2
- 지번 : 전라남도 완도군 금당면 육산리 산301

## 해양보호구역
2012년 11월 30일 국토해양부는 소화도 주변해역에 형성된 대규모 연산호군락의 수중경관 및 학술적 가치를 체계적으로 보전ㆍ관리하기 위하여 해양생태계 보전 및 관리에 관한 법률 제25조에 따라 소화도 주변 해역 0.81km2를 해양보호구역으로 지정고시하였다. 관리청은 목포지방해양항만청이다.
보호구역내 주요자원으로 무척추동물인 삼각따개비, 좁쌀무늬총알고둥, 총알고둥, 개적구, 옆새우류와 해조류인 지충이, 큰열매모자반, 잔가시모자반, 톳, 구슬모자반이 서식하고 있다.